# Noite Preta ao Vivo
Noite Preta Ao Vivo é o primeiro álbum ao vivo e primeiro em vídeo da artista musical brasileira Preta Gil. Foi gravado durante um show realizado em 20 de outubro de 2009, na boate The Week, na cidade do Rio de Janeiro. O projeto registra a turnê Noite Preta, que foi iniciada em 2008. Foi lançado em 6 de agosto de 2010, pela gravadora Universal Music. O álbum contou com as participações de Ana Carolina ("Sinais  de Fogo") e o pai da cantora Gilberto Gil ("Drão"), acompanhado na guitarra pelo neto Francisco, filho de Preta.

## Lista de Faixas
| N.º            | Título                                                                                     | Compositor(es) | Duração |  |
| 1.             | "Andaraí"                                                                                  | Betão Aguiar · Pedro Baby · Davi Moraes | 4:39    |  |
| 2.             | "Muito Perigoso"                                                                           | Gigi | 3:33    |  |
| 3.             | "Medida do Amor"                                                                           | Davi Moraes | 3:30    |  |
| 4.             | "Stereo"                                                                                   | Ana Carolina · Totonho Villeroy | 4:22    |  |
| 5.             | "Meu Valor"                                                                                | Preta Gil · Ricardo Martins · Fábio Lessa | 3:22    |  |
| 6.             | "Sinais de Fogo" (com participação de Ana Carolina)                                        | Ana Carolina · Villeroy | 3:37    |  |
| 7.             | "Pot Pourri: Baba / Tremendo Vacilão"                                                      | Kelly Key · Andinho / Mãozinha · C. Teles · S. Marques                                                                                                | 3:25    |  |
| 8.             | "São Gonça" (citação: Garota Sangue Bom / Rio 40 Graus)                                    | Seu Jorge · Fernanda Abreu · Fausto Fawcett / Abreu · Fawcett · aufer                                                                                 | 4:21    |  |
| 9.             | "Drão" (com participação de Gilberto Gil & Francisco Gil)                                  | Gilberto Gil | 4:20    |  |
| 10.            | "Cheiro de Amor"                                                                           | Jota · Paulo Sérgio Valle Ribeiro · Duda Mendonça | 5:30    |  |
| 11.            | "Baianinha"                                                                                | Davi Moraes · Peu Meurrahy · Leonardo Reis · Raff Mirarchi · Aguiar                                                                                   | 4:50    |  |
| 12.            | "Pot Pourri: Chupa Que é de Uva / Xibiu"                                                   | Elvis Pires · Rodrigo Mel / Antonio Patury · Djalma Oliveira · Jorge Humberto                                                                         | 4:32    |  |
| 13.            | "Pot Pourri: Beber, Cair, Levantar / Problematica / Kuduro / Mulher Brasileira (Toda Boa)" | Marcelo Marrone · Thiago Bassos · Bruno Caliman / Nenel / Sinho Maia · Eddie · Franco · Ivan Brasil · Neto de Lins / Márcio Victor · J. Telles · Pepe | 6:11    |  |
| 14.            | "A Coisa Tá Preta"                                                                         | Preta | 3:09    |  |
| 15.            | "Tempos Modernos" (citação: Toda Forma de Amor)                                            | Lulu Santos | 3:44    |  |
| 16.            | "Lourinha Bombril (Parate Y Mira)"                                                         | Diego José Blanco · Fernando Hortal (versão por Herbert Vianna)                                                                                       | 4:50    |  |
| 17.            | "Doce Mel (Bom Estar Com Você)"                                                            | Claudio Rabello · Renato Correa | 3:15    |  |
| Duração total: | Duração total:                                                                             | Duração total: | 75:00   |  |